# ماچادو ۲۵۴۳
سیارک ۲۵۴۳ (به انگلیسی: 2543 Machado، نامگذاری:1980LJ) دو هزار و پانصد و چهل و سومین سیارک کشف شده‌است که در ۱ ژوئن ۱۹۸۰ کشف شد.
قدر مطلق سیارک برابر ۱۱٫۰۰ است.